# NGC 1263
NGC 1263 је спирална галаксија у сазвежђу Еридан која се налази на NGC листи објеката дубоког неба.
Деклинација објекта је - 15° 5' 54" а ректасцензија 3h 15m 39,5s. Привидна величина (магнитуда) објекта NGC 1263 износи 14,1 а фотографска магнитуда 15,0. NGC 1263 је још познат и под ознакама MCG -3-9-15, PGC 12114.